# Renato Ibarra
Alex Renato Ibarra Mina (Ambuquí, 20 januari 1991) is een betaald voetballer uit Ecuador die doorgaans als aanvaller speelt. Ibarra debuteerde in 2011 in het Ecuadoraans voetbalelftal.

## Clubcarrière
Ibarra speelde in de jeugdopleiding van CD El Nacional, waarvoor hij in mei 2009 debuteerde in het betaald voetbal. Hij werd in de volgende drie jaar zesde, zesde en vierde in de Campeonato Ecuatoriano met de club.
Ibarra verruilde El Nacional in juli 2011 voor Vitesse. Hier maakte hij op 27 november 2011 zijn debuut in het eerste elftal, als basisspeler uit tegen FC Twente. Hij speelde sindsdien als de rechtsbuiten voor de club. Op 16 maart 2012 maakt Ibarra zijn eerste officiële doelpunt voor Vitesse, tegen Heracles Almelo. Op 15 maart 2014 gaf hij in een thuiswedstrijd tegen PSV Memphis Depay een elleboogstoot tegen het oog. Depay viel enkele minuten later uit en bleek na onderzoek in het ziekenhuis een scheurtje in zijn oogkas te hebben opgelopen. Ibarra werd hiervoor niet gestraft. De arbitragecommissie van de KNVB stelde een onderzoek in, maar hij werd niet vervolgd omdat scheidsrechter Kevin Blom de situatie in haar ogen tijdens de wedstrijd al had beoordeeld. Ibarra speelde op 13 maart 2015 tegen AZ zijn 100ste competitiewedstrijd voor Vitesse. Hij kwam in de slotfase van de wedstrijd in het veld voor Zakaria Labyad.
Hij verruilde Vitesse in juli 2016 voor Club América in Mexico. Met de club won hij de Liga MX Apertura 2018, de Copa MX Clausura 2019 en de Campeón de Campeones 2019. Op 17 maart 2020 werd hij ontslagen nadat hij eerder die maand opgepakt was voor huiselijk geweld. Vervolgens kreeg hij een contract van Atlas Guadalajara.

## Clubstatistieken
| Seizoen         | Club                     | Competitie             | Competitie | Competitie | Beker | Beker | Internationaal | Internationaal | Overig | Overig | Totaal | Totaal |
| Seizoen         | Club                     | Competitie             | Duels      | Goals      | Duels | Goals | Duels          | Goals          | Duels  | Goals  | Duels  | Goals  |
| --------------- | ------------------------ | ---------------------- | ---------- | ---------- | ----- | ----- | -------------- | -------------- | ------ | ------ | ------ | ------ |
| 2009            | CD El Nacional           | Campeonato Ecuatoriano | 7          | 0          |       |       |                |                |        |        | 7      | 0      |
| 2010            | CD El Nacional           | Campeonato Ecuatoriano | 11         | 0          |       |       |                |                |        |        | 11     | 0      |
| 2011            | CD El Nacional           | Campeonato Ecuatoriano | 17         | 3          |       |       |                |                |        |        | 17     | 3      |
| 2011/12         | Vitesse                  | Eredivisie             | 19         | 2          | 1     | 0     | –              | –              | 4      | 1      | 24     | 3      |
| 2012/13         | Vitesse                  | Eredivisie             | 32         | 3          | 3     | 2     | 4              | 0              | –      | –      | 39     | 5      |
| 2013/14         | Vitesse                  | Eredivisie             | 32         | 1          | 3     | 0     | 2              | 0              | 1      | 0      | 38     | 1      |
| 2014/15         | Vitesse                  | Eredivisie             | 23         | 2          | 3     | 1     | –              | –              | 2      | 0      | 28     | 3      |
| 2015/16         | Vitesse                  | Eredivisie             | 16         | 0          | 1     | 0     | 0              | 0              | 0      | 0      | 17     | 0      |
| 2016/17         | Club América             | Primera División       | 30         | 1          | 8     | 2     | 1              | 0              | 1      | 0      | 40     | 2      |
| 2017/18         | Club América             | Primera División       | 30         | 4          | 3     | 0     | 3              | 1              | 0      | 0      | 36     | 5      |
| 2018/19         | Club América             | Primera División       | 38         | 3          | 12    | 1     | 0              | 0              | 0      | 0      | 50     | 4      |
| 2019/20         | Club América             | Primera División       | 21         | 4          | 0     | 0     | 0              | 0              | 0      | 0      | 21     | 4      |
| 2020/21         | Atlas Guadalajara (huur) | Primera División       | 29         | 4          | 0     | 0     | 0              | 0              | 0      | 0      | 29     | 4      |
| 2021/22         | Club América             | Primera División       | 1          | 1          | 0     | 0     | 0              | 0              | 0      | 0      | 1      | 1      |
| 2021/22         | Club Tijuana             | Primera División       | 13         | 0          | 0     | 0     | 0              | 0              | 0      | 0      | 14     | 1      |
| 2022/23         | Club Tijuana             | Primera División       | 14         | 2          | 0     | 0     | 0              | 0              | 0      | 0      | 14     | 2      |
| Carrière totaal | Carrière totaal          | Carrière totaal        | 333        | 30         | 34    | 6     | 10             | 1              | 8      | 1      | 385    | 38     |

## Interlandcarrière
Ibarra maakte op 20 april 2011 zijn debuut in het Ecuadoraans voetbalelftal, in een oefeninterland tegen Argentinië (2–2). Hij begon in de basis. Met Ecuador nam Ibarra deel aan het wereldkampioenschap voetbal 2014; hij speelde in één duel, tegen Frankrijk, en kreeg van bondscoach Reinaldo Rueda 27 speelminuten.